# Площа Тяньаньмень
Тяньаньме́нь (кит.: 天安門廣場, Tiān'ānmén Guǎngchǎng Тяньаньмень гуанчан) — одна з найбільших площ у світі. Знаходиться у столиці Китайської Народної Республіки місті Пекіні.

## Історія
Площа Тяньаньмень названа на честь брами Тяньаньмень — дослівно «Брама Небесного Спокою», що розташована у північній частині майдану й відокремлює його від Забороненого міста.
Довжина площі — 880 метрів з півночі на південь і 500 метрів з заходу на схід. Маючи загальну площу 440 тисяч м², майдан Тяньаньмень є найбільшим міським майданом у світі. До площі примикають будівля китайського парламенту — Велика народна зала та надсучасний Великий національний оперний театр.
Традиційно вважається символічним серцем китайської нації. Поза межами майдан став сумнозвісним через придушення студентських заворушень у червні 1989 року. Будь-яка інформація про події жорстко цензурується на материковій території Китаю з часу введення у дію Великого китайського фаєрволу. На площі також відбулося кілька групових самоспалень членів секти Фалуньгун. Найвідомішим став інцидент 23 січня 2001 року.
У січні 2011 року на площі було встановлено 8-метровий пам'ятник Конфуцію, однак, у ніч проти 22 квітня 2011 року з невідомих причин статуя була демонтована.

## Галерея

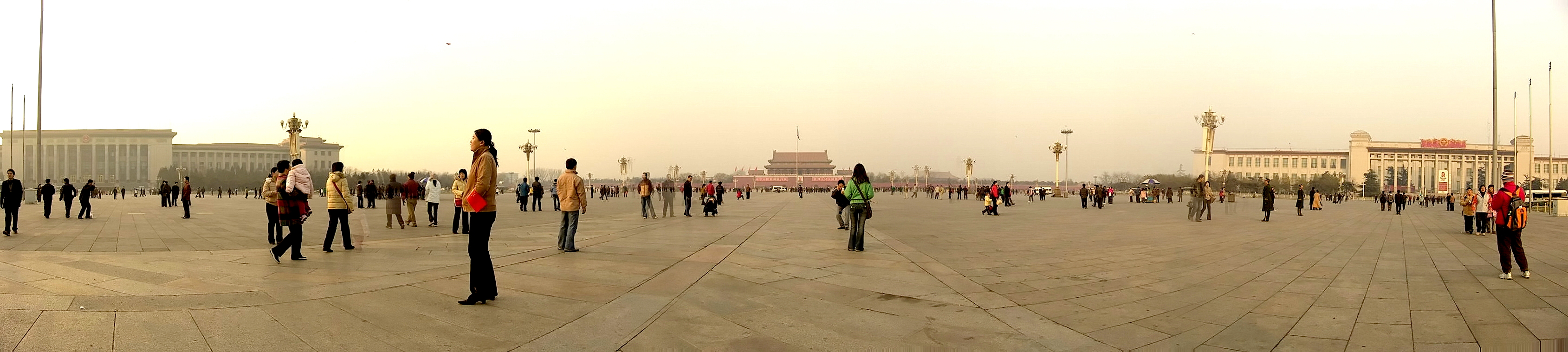
180°-панорама площі Тяньаньмень

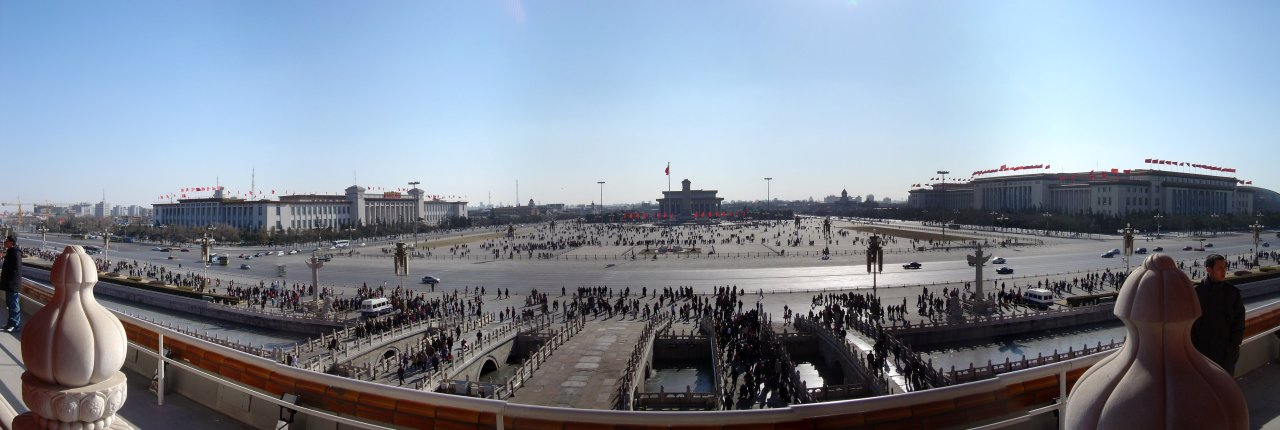
Панорама

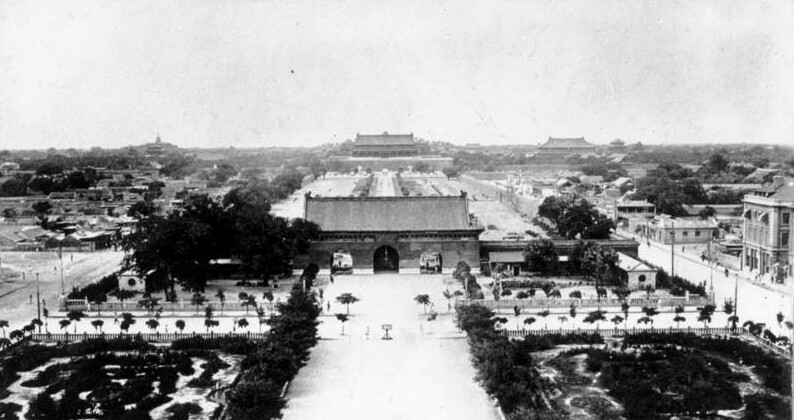
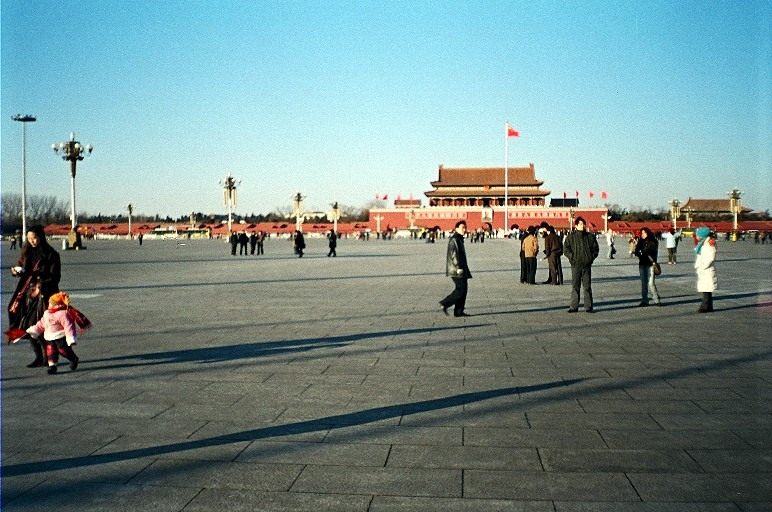
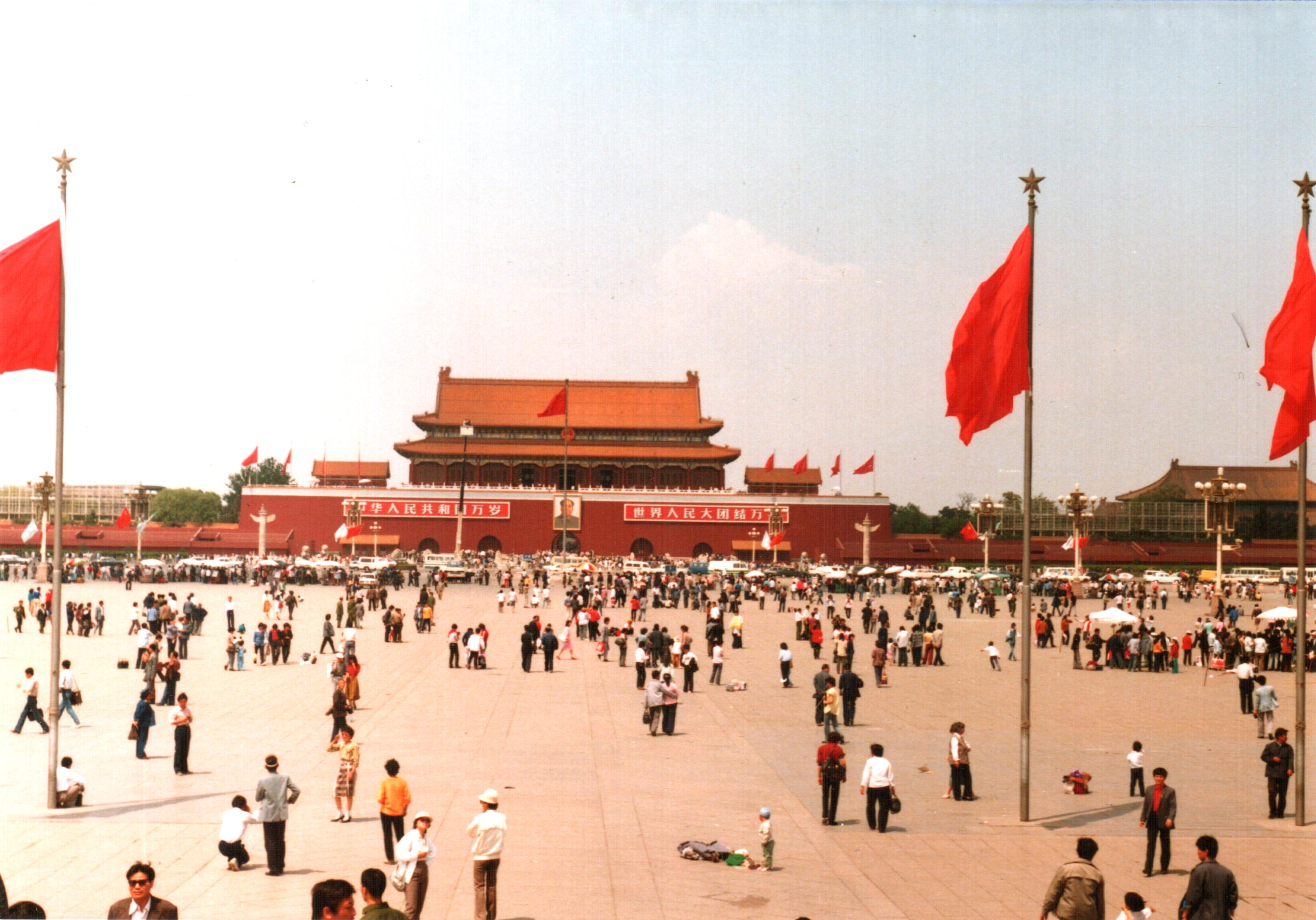
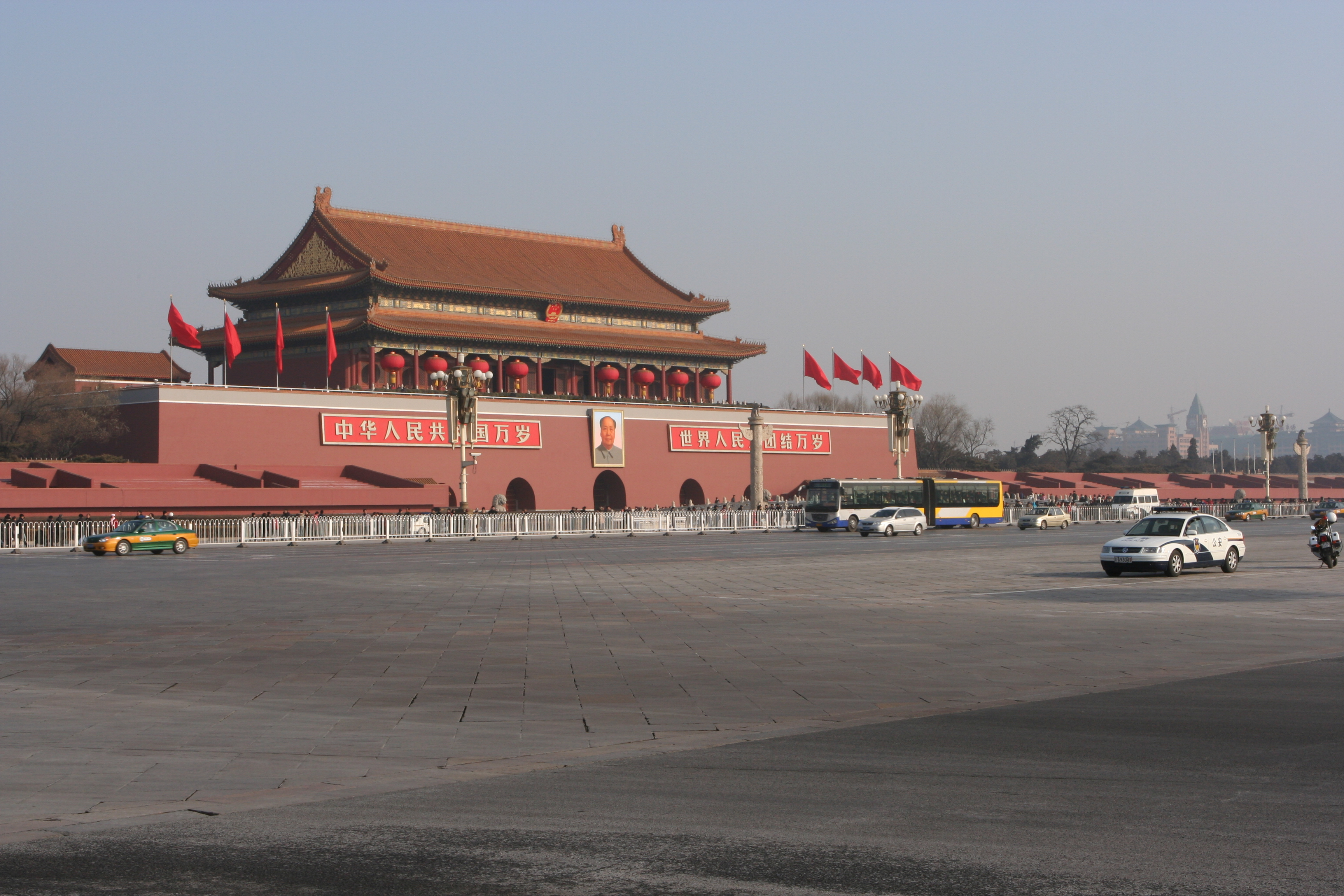
Брама небесного спокою — головний вхід до Заборонено міста на північному боці площі
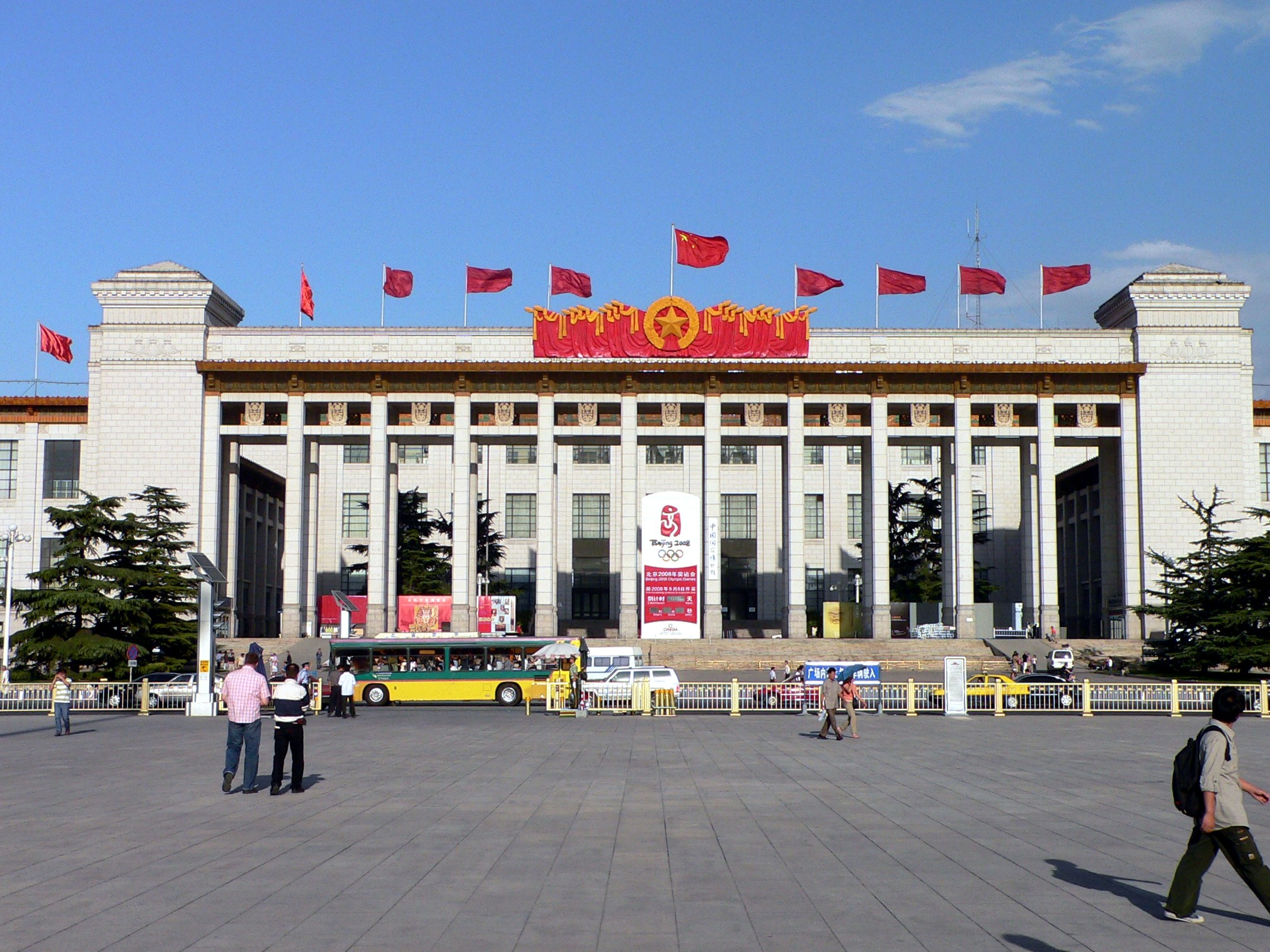
Національний музей Китаю на східному боці площі
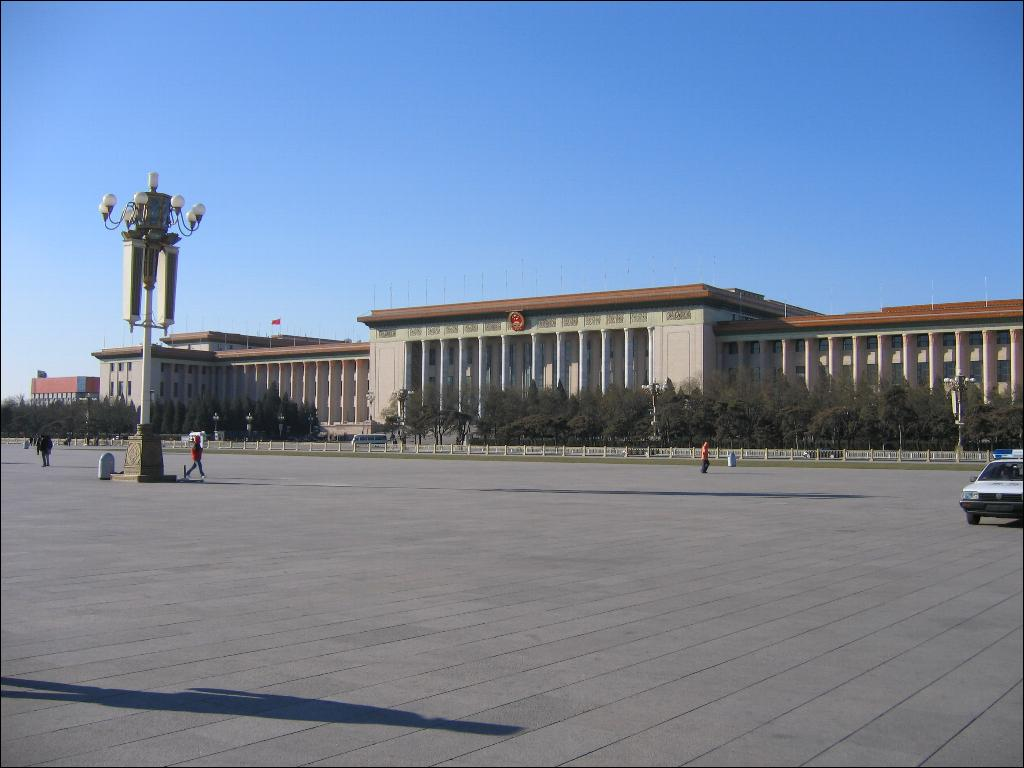
The Велика народна зала на західному боці площі
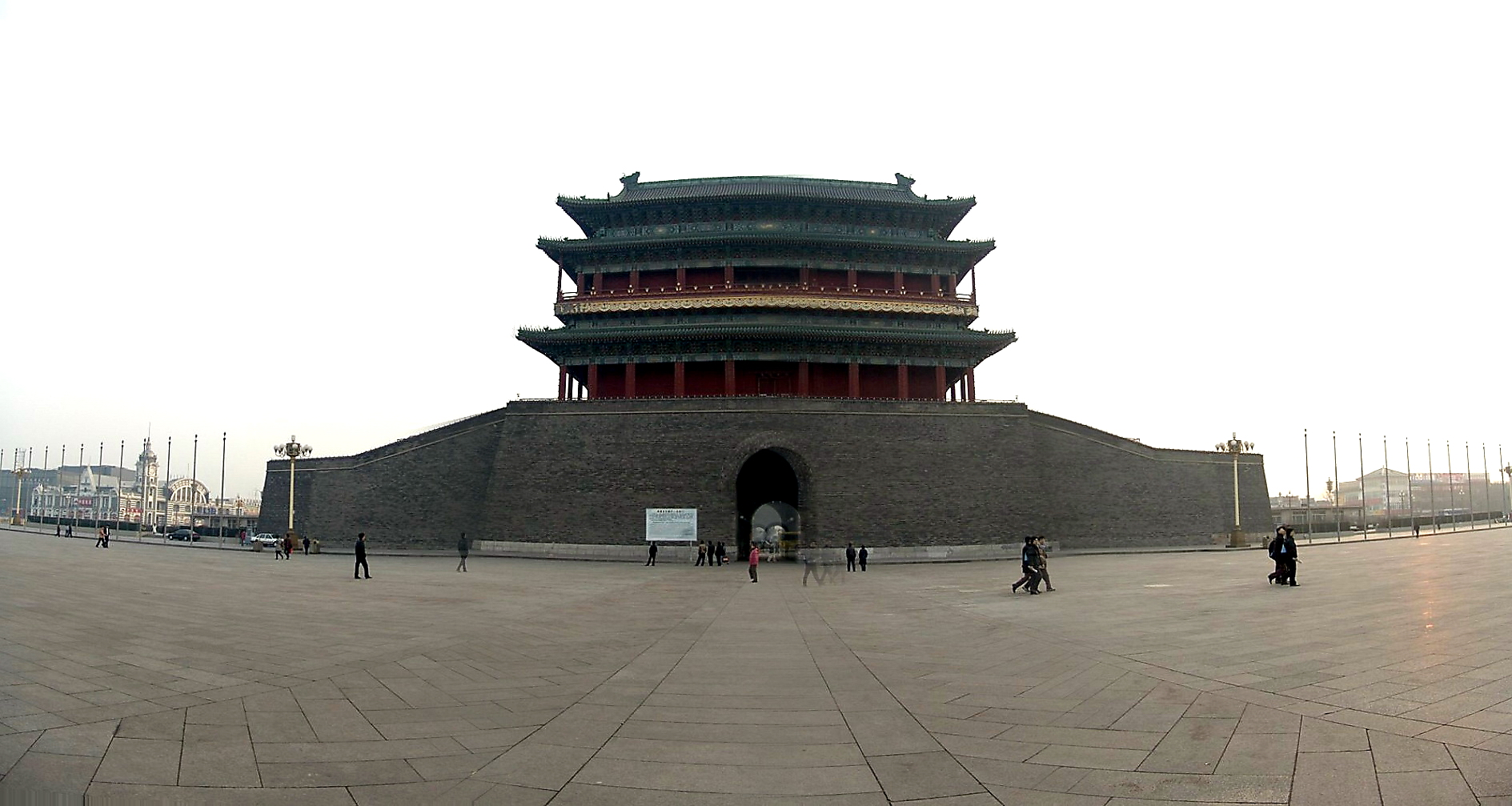
Брама Чженьямень на південному боці площі
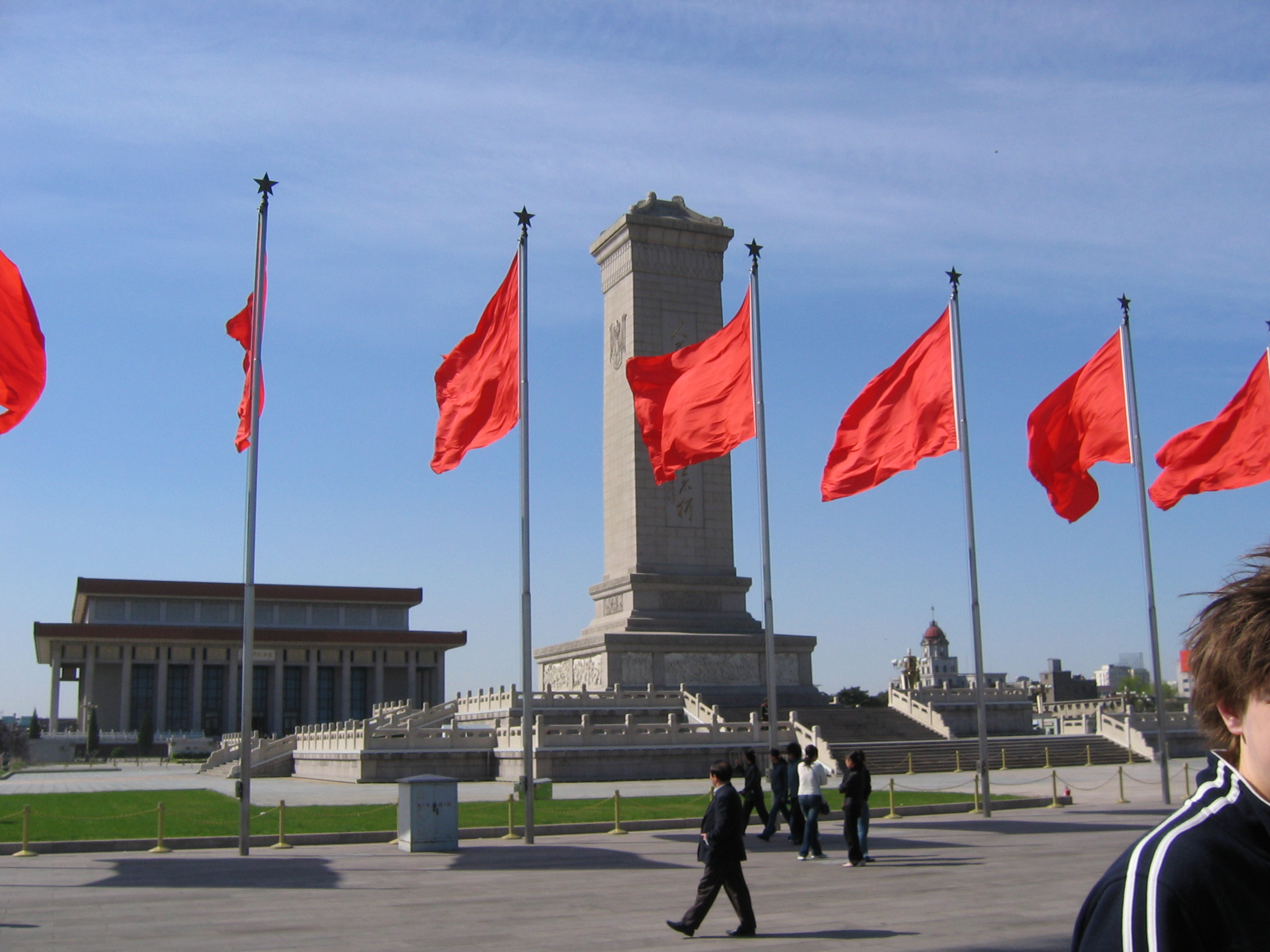
Монумент народним героям і мавзолей Мао Цзедуна посеред площі
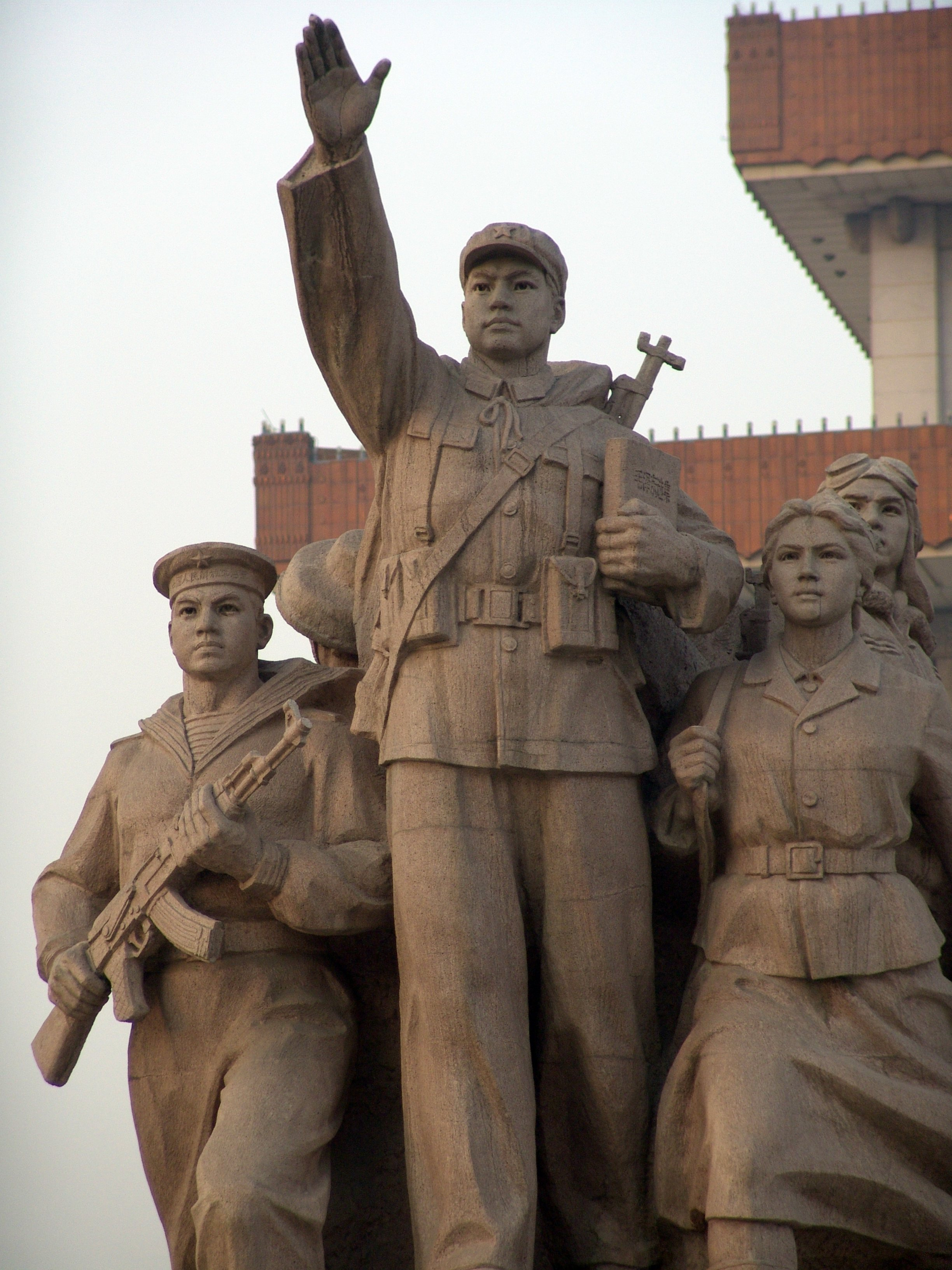
Пам'ятник навпроти мавзолею Мао Цзедуна
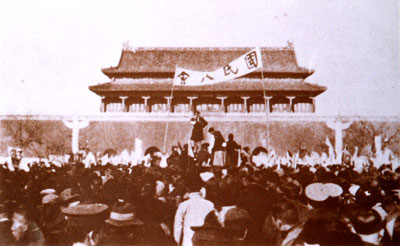
Площа Тяньамень під час виступу Руху четвертого травня 1919 року
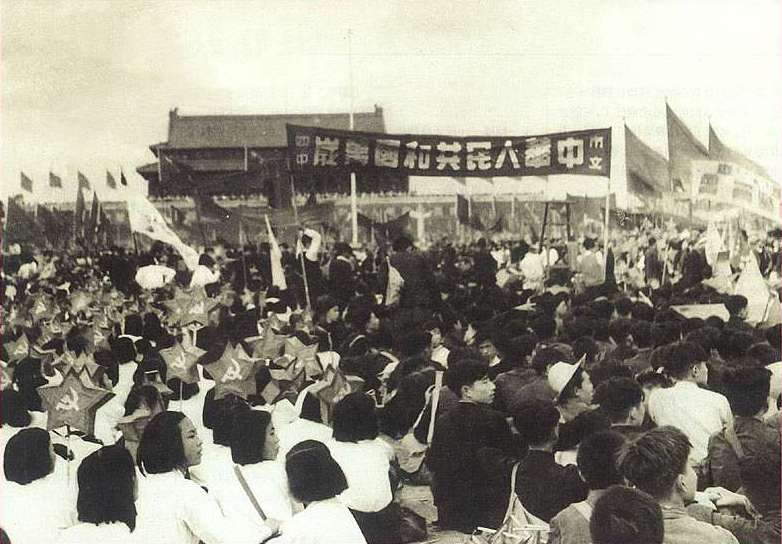
Студенти під час церемонії заснування Китайської Народної Республіки 1 жовтня 1949 року
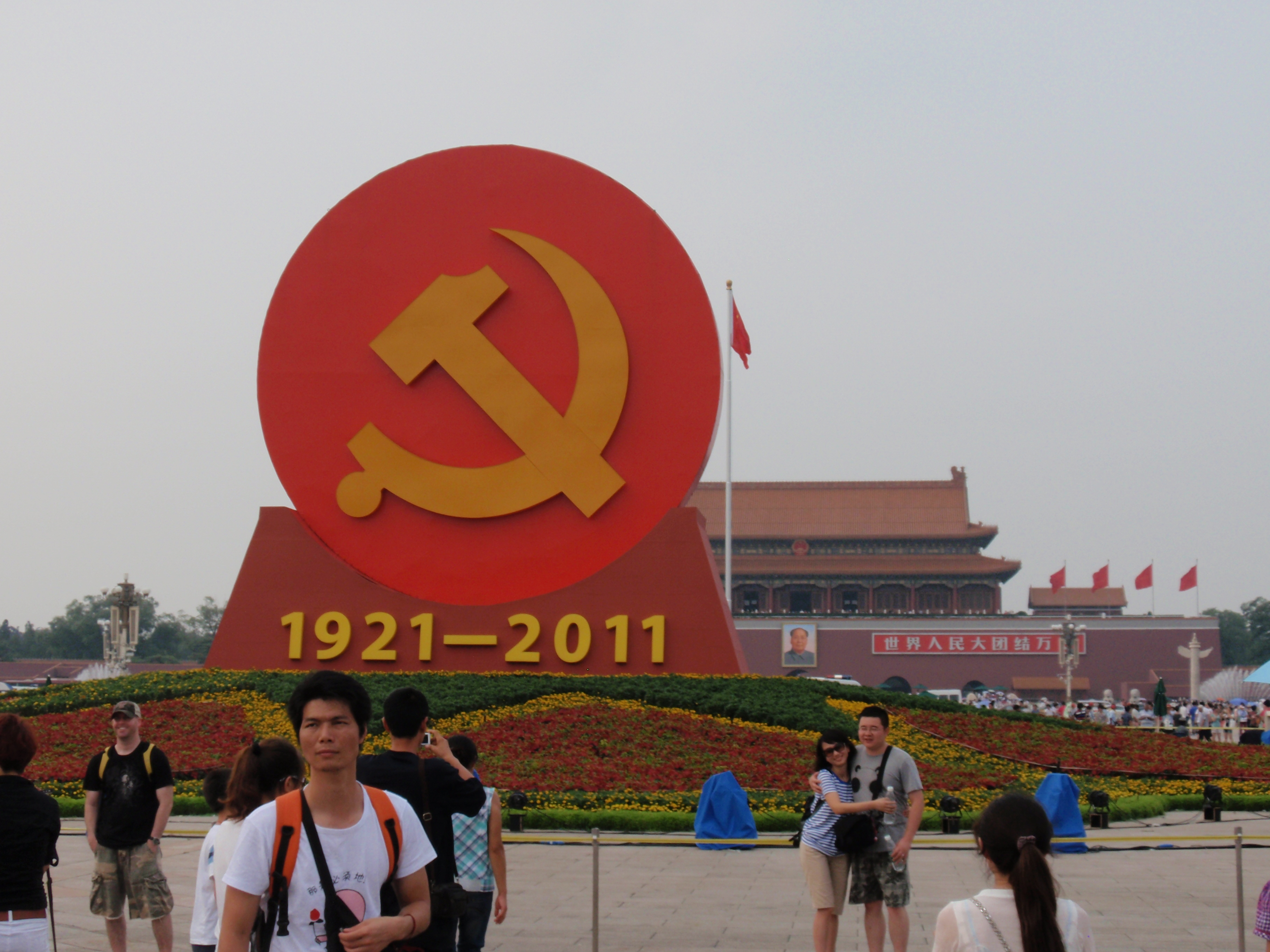
Тимчасовий пам'ятник на площі з нагоди 90-річчя Комуністичної партії Китаю (2011 рік)
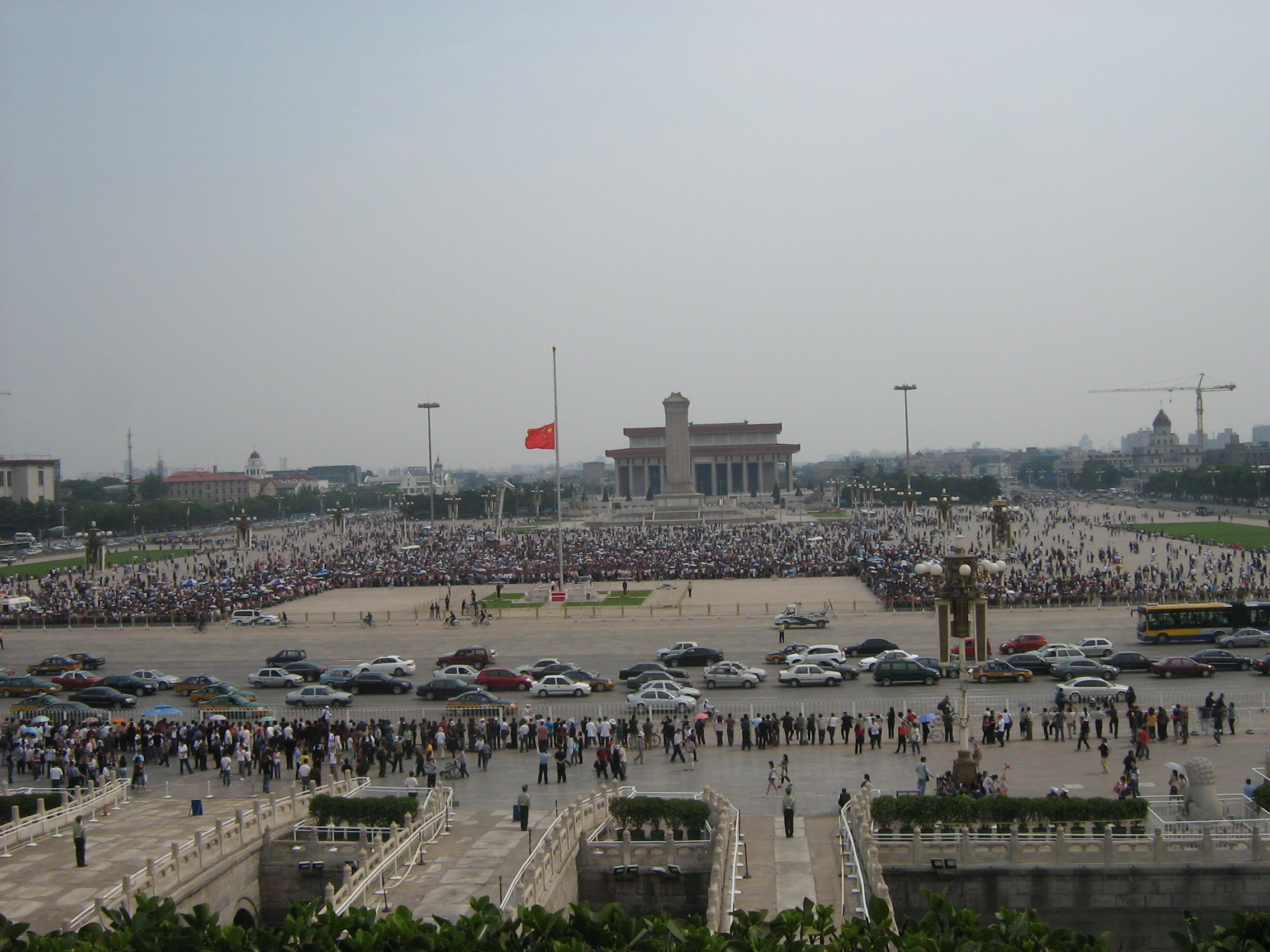
Національна жалоба 19 травня 2008 року за жертвами Сичуанського землетрусу
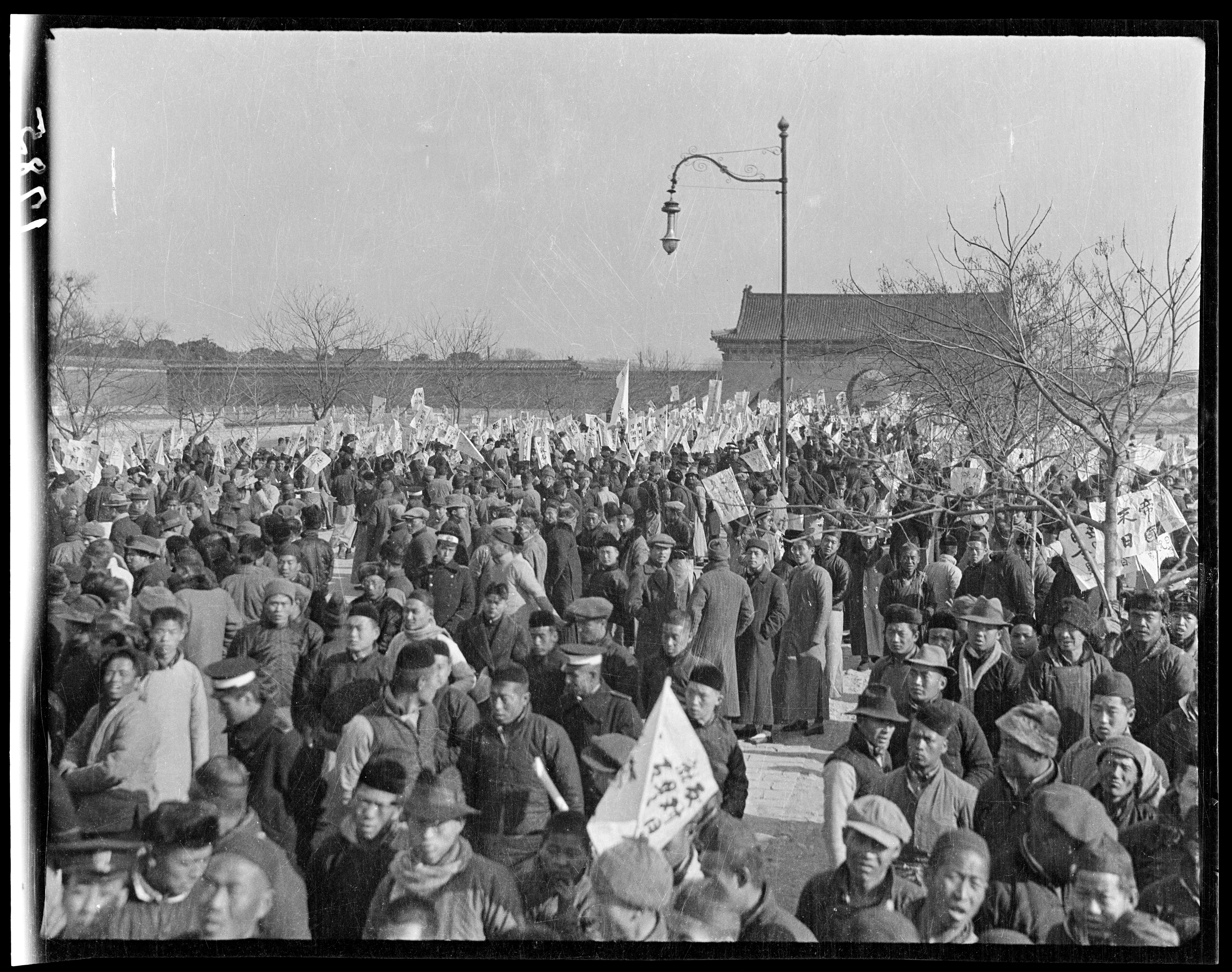
Студентська демонстрація на площі Тяньамень (між 1917 та 1919 роками)
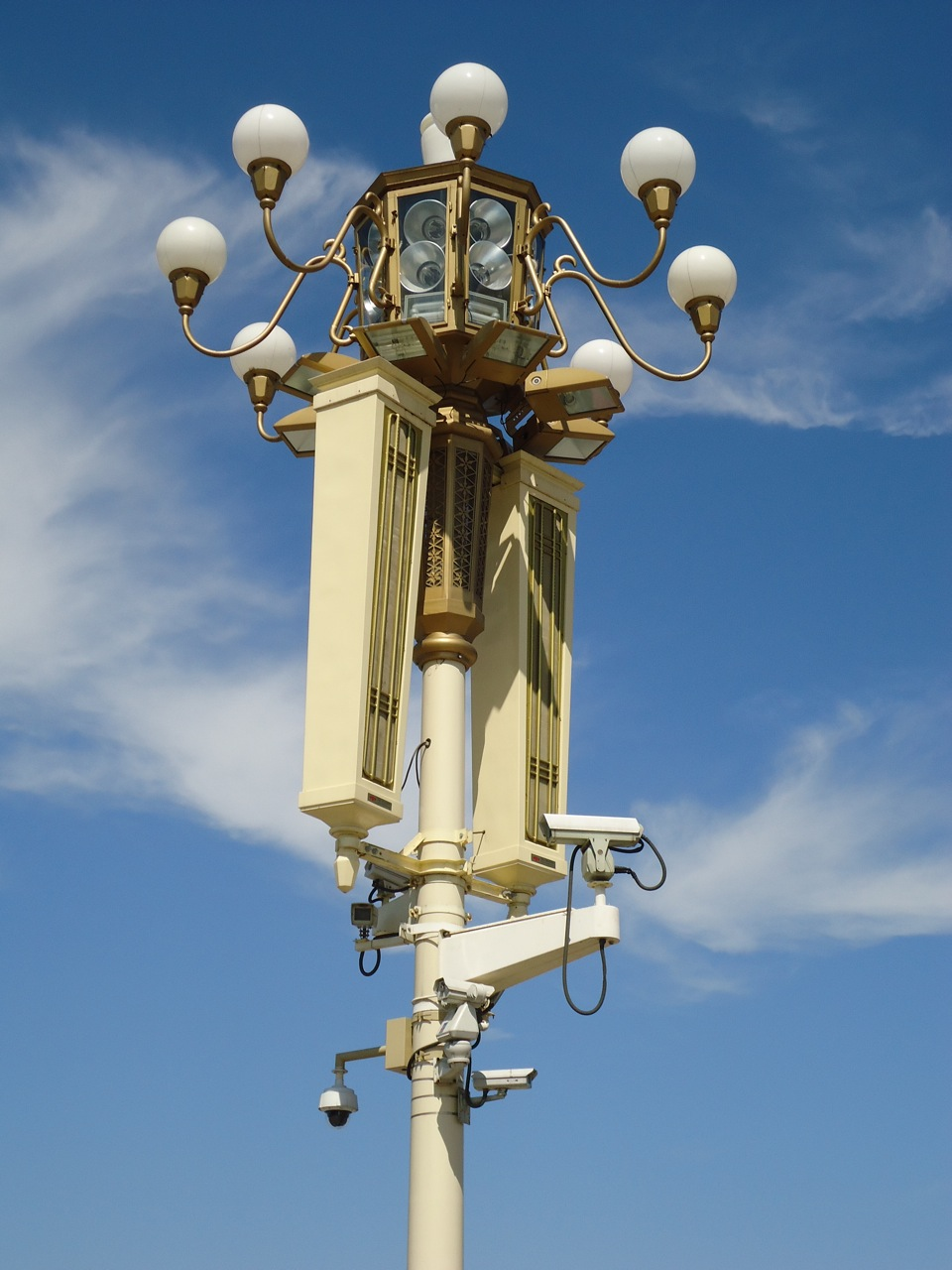
Ліхтарі нашпиговані камерами спостереження